# Juan José Otero García
Juan José Otero García (Barcelona, 13 de diciembre de 1913 - Moscú, 1972) fue un militar español que participó en la guerra civil española y en la batalla de Moscú de la Segunda Guerra Mundial.

## Biografía
Mecánico de profesión, en 1936 se unió al Partido Comunista de España.  
Durante la guerra civil española sirvió como piloto de las Fuerzas Aéreas de la República Española con el grado de teniente. El 14 de octubre de 1938 fue derribado y resultó herido en combate.
Junto con otros jóvenes españoles que se exiliaron en la Unión Soviética en 1939, trabajó en la fábrica de tractores de Járkov en el taller de montaje de motores. En octubre de 1940, la compañía internacional soviético-española de la planta ganó la Orden de la Bandera Roja en la competición socialista.
Con el comienzo de la Operación Barbarroja, los exiliados españoles buscaron oportunidades para unirse al Ejército Rojo y luchar contra las tropas de la Alemania nazi. En octubre de 1941, en Járkov, los españoles conocieron al coronel Iliá Stárinov, quien los inscribió en un destacamento de fines especiales, y más tarde en la Escuela Superior Operativa de Fines Especiales, donde Juan José Otero pasó todos los años de la guerra. Su primera participación en combate fue en el invierno de 1941-1942 en la costa sur del golfo de Taganrog. En febrero-marzo de 1942, grupos de sabotaje españoles con base en la aldea de Shabelskoye cruzaron el grueso hielo (de hasta 50 cm) de la bahía al amparo de la noche y atacaron a las tropas alemanas en la costa norte de Taganrog: volaron puentes, depósitos de municiones, centros de comunicación y vehículos. Las tropas alemanas tuvieron que enviar sus unidades de combate desde el frente para reforzar la protección de sus comunicaciones. Después de completar las misiones, recibieron la tarea de fortalecer los destacamentos partisanos que operaban en la retaguardia de las tropas alemanas en el frente de Kalinin. Los destacamentos partisanos infligieron importantes pérdidas al enemigo en los ferrocarriles, impidiendo el envío de mano de obra y equipo militar al frente. En agosto de 1943, el destacamento partisano de Juan José Otero organizó un sabotaje en la vía férrea en la zona de Velíkiye Luki con un resultado de 11 vagones con soldados y oficiales, así como varios vagones con municiones y tanques de combustible fueron completamente destruidos. Con el grado de teniente primero, al mando de una compañía de partisanos, Otero cruzó la línea del frente 5 veces y luchó en la retaguardia alemana durante un total de más de 4 meses.
Con el fin de la guerra y la desmovilización en diciembre de 1944, se trasladó a Moscú y regresó a su trabajo civil como mecánico en la 2.ª Planta de Rodamientos de Bolas de Moscú. En mayo de 1967, el Comité de Veteranos de Guerra lo invitó al pueblo de Shabelskoye, donde recibió una cálida bienvenida, visitando la tumba del también exiliado Manuel Belda, fallecido en una incursión en invierno de febrero de 1942.
Murió de una enfermedad en Moscú en 1972.